# Непобедимите 3
„Непобедимите 3“ (на английски: The Expendables 3) е американски екшън филм от 2014 г., режисиран от Патрик Хюз и написан от Крейтън Ротенбергер, Катрин Бенедикт и Силвестър Сталоун. Това е третата част от филмовата поредица със същото име и продължението на „Непобедимите“ (2010) и „Непобедимите 2“ (2012). Филмът включва състав от звезди, сред които Силвестър Сталоун, Джейсън Стейтъм, Антонио Бандерас, Джет Ли, Уесли Снайпс, Долф Лундгрен, Келси Грамър, Ранди Кутуър, Тери Крюс, Келън Лъц, Ронда Раузи, Глен Пауъл, Виктор Ортиз, Мел Гибсън, Харисън Форд, Арнолд Шварценегер и Робърт Дави.
Историята следва поредна мисия на група наемници, известна като „Непобедимите“. Те влизат в конфликт с безмилостния търговец на оръжие Конрад Стоунбънс, съосновател на „Непобедимите“, който решава да ги унищожи, след като му провалят сделка.
Филмът бе представен в Лондон на 4 август 2014 г. и е издаден по кината на 15 август 2014 г. от Lionsgate. За разлика от първите два филма в поредицата, „Непобедимите 3“ е единственият филм в поредицата, който получава рейтинг PG-13 вместо рейтинг R, което разстройва много фенове на франчайзинга. Филмът получи смесени отзиви от критиците и спечели $214 милиона в световен мащаб, с бюджет 90 милиона щатски долара.

## Сюжет
„Непобедимите“ – водена от Барни Рос и сформирана от Лий Кристмас, Гънър Дженсън и Тол Роуд – отвличат от военния затвор по време на прехвърляне бивш член на групата - доктор Смърт, специалист по ножове и лекар. Те му помагат да избяга и веднага след това той им помага в нова мисия да прихванат пратки с бомби, предназначени да бъдат доставени на военачалник в Сомалия. Пристигайки там те се събират с Хейл Цезар, който ги насочва към точката на спускане, където Рос е изненадан да открие, че търговецът на оръжия, който доставя бомбите е Конрад Стоунбънс, бивш съучредител на „Непобедимите“, който те са мислили за мъртъв. В последвалата престрелка, „Непобедимите“ убиват всички, освен Стоунбанкс, който стреля по Цезар от хеликоптер и хвърля по тях мощна бомба. Всички оживяват, само Цезар е тежко ранен и настанен в болница.
Обратно в Съединените щати, оперативен директор на ЦРУ Макс Барабан, мениджър за нови мисии на „Непобедимите“, дава на Рос мисия да залови Стоунбанкс и за да го доведе в Международния наказателен съд, за да бъде съден за военни престъпления. Обвинявайки себе си за нараняванията на Цезар, Барни Рос се изоставя и се отдръпва от „Непобедимите“, решава да сформира нов екип и да работи с него. Заминава за Лас Вегас, където се среща с пенсиониран наемник, който му помага да намери нов екип от по-млади наемници. Новобранците включват бившия американски морски пехотинец Джон Смили, охранителка на нощен клуб Луна, компютърния експерт Торн и експерта по оръжията Марс. Квалифицираният стрелец Галго иска да бъде включен в отбора, но Рос го отхвърля.
Барни Рос получава информация, че Стоунбанкс е в Букурещ, където се готви да сключи сделка с оръжие. Рос с новия екип проникват в офис сграда, която Стоунбанкс използва и го залавят след мащабна престрелка. Качват се в микробус и по пътя Стоунбанкс успява да активира своя GPS Tracker. Хората му го локализират бързо и изстрелват ракета към буса. Рос изхвърчава в река, докато Смайли, Луна, Торн и Марс са заловени от екипа на Стоунбанкс. Рос оживява, избива екипа за издирване на Стоунбанкс и бяга.
Стоунбанкс изпраща на Рос видео, като го предизвиква да дойде и да спаси екипа си. Докато се приготвя, Рос е открит от старият си изоставен екип, които му предлагат помощта си Рос приема. Те намират новия екит и разбират, че сградата в която са е със заредени експлозиви. Всички членове на „Непобедимите“ работят заедно, за да убият войниците на Стоунбанкс. След дълга и продължителна битка Непобедимите се измъкват. Във финалната битка Барни Рос побеждава Стоунбанкс и го убива. Впоследствие, Цезар се възстановява от раните си и Рос официално приема Галго, Смайли, Луна, Торн и Марс в екипа. Всички празнуват заедно в бар.

## Актьорски състав
| Изпълнител         | Роля               | Описание                                                                                                  |
| ------------------ | ------------------ | --- |
| Силвестър Сталоун  | Барни Рос          | Лидерът на „Непобедимите“                                                                                 |
| Джейсън Стейтъм    | Лий Кристмас       | Експерт по ножове в екипа, ръкопашен боец и втори командир.                                               |
| Антонио Бандерас   | Галго              | Бивш член на испанските въоръжени сили, хърватски ветеран от войната и опитен стрелец.                    |
| Джет Ли            | Ин Янг             | Експерт по ръкопашен бой в екипа, който сега работи за Тренч.                                             |
| Уесли Снайпс       | Доктор „Док“ Смърт | Бивш медик от специалните части на армията, експерт по ножове и един от оригиналните „Непобедими“.        |
| Долф Лундгрен      | Гънър Дженсън      | Непостоянният член в екипа.                                                                               |
| Келси Грамър       | Бонапарт           | Пенсиониран наемник и съюзник на „Непобедимите“.                                                          |
| Ранди Кутюр        | Тол Роуд           | Експерт по разрушаване в екипа.                                                                           |
| Тери Крюз          | Хейл Цезар         | Специалист по цевни оръжия в екипа.                                                                       |
| Мел Гибсън         | Конрад Стоунбанкс  | Безмилостен търговец на оръжие, който преди е бил съосновател на „Непобедимите“, преди да стане измамник. |
| Харисън Форд       | Агент Макс Дръмър  | Оперативен офицер от ЦРУ и пилот, който управлява „Непобедимите“.                                         |
| Арнолд Шварценегер | Трент „Тренч“ Маус | Бивш съотборник на Барни и отново и отново приятел.                                                       |
| Келан Лъц          | Джон Смайли        | Бивш морски пехотинец на САЩ, опитен мотоциклетист, вербуван в „Непобедимите“.                            |
| Ронда Раузи        | Луна Мая           | Атлетичен бияч в нощен клуб, вербуван от Бонапарт.                                                        |
| Глен Пауъл         | Торн               | Висококвалифициран хакер, алпинист и пилот на дрон.                                                       |
| Виктор Ортиз       | Марс               | Стрелец и смъртоносен войник, работел в DARPA.                                                            |
| Робърт Дави        | Горан Вата         | Главата на албанската мафия.                                                                              |
| Сарай Гивайти      | Камилия            | |
| Натали Бърн        | Жената на Конрад   | |

## Заснемане
Основните снимки започват на 19 август 2013 г. в България и в студио Ню Бояна филм в София и приключват на 22 октомври. През септември 2013 г. Тери Крюс разкри в интервю, че Джейсън Стейтъм е оцелял след злополука на снимачната площадка, когато камионът, който управлявал, паднал в Черно море, след като спирачките му отказали. 7 години по-късно стана ясно, каква е причината Джейсън Стейтъм да изгуби управлението на камиона. "Беше неочаквано, беше руски камион, педалите на спирачката и съединителя бяха разменени, но той си мислеше, че кара американски камион, тоест когато си е мислил, че натиска спирачката, всъщност е натискал съединителя", коментира директорът на "Ню Бояна" Ярив Лърнър.
Сцените от пристанището в Сомалия, са заснети на пристанещето във Варна и Варненската корабостроителница. Част от водните сцени са заснети в плавателния канал под Аспаруховия мост.
Сцената с бронираният влак в началото на филма, оборудван с множество картечници, включително и зенитна установка, а на покрива му в движение се крепят множество войници е заснета около жп спирката Александър Димитров, край Радомир. 
Има сцени заснети на Автомагистрала Хемус между виадукта "Бебреш" и тунела "Топли дол"

## Музика
Музиката към филма е композирана от Браян Тайлър. Саундтракът е издаден от La-La Land Records на 12 август 2014 г.

## Български дублаж
| Озвучаващи артисти  | Татяна Захова Георги Георгиев-Гого Васил Бинев Димитър Иванчев Калин Сърменов |
| Преводач            | Пламен Узунов                                                                 |
| Тонрежисьор         | Емил Енев                                                                     |
| Режисьор на дублажа | Михаела Минева                                                                |

## Филми от поредицата за „Непобедимите“
Поредицата „Непобедимите“ включва 4 филма:
- „Непобедимите“ (2010)
- „Непобедимите 2“ (2012)
- „Непобедимите 3“ (2014)
- „Непобедимите 4“ (2023)